# Misterium w Elche

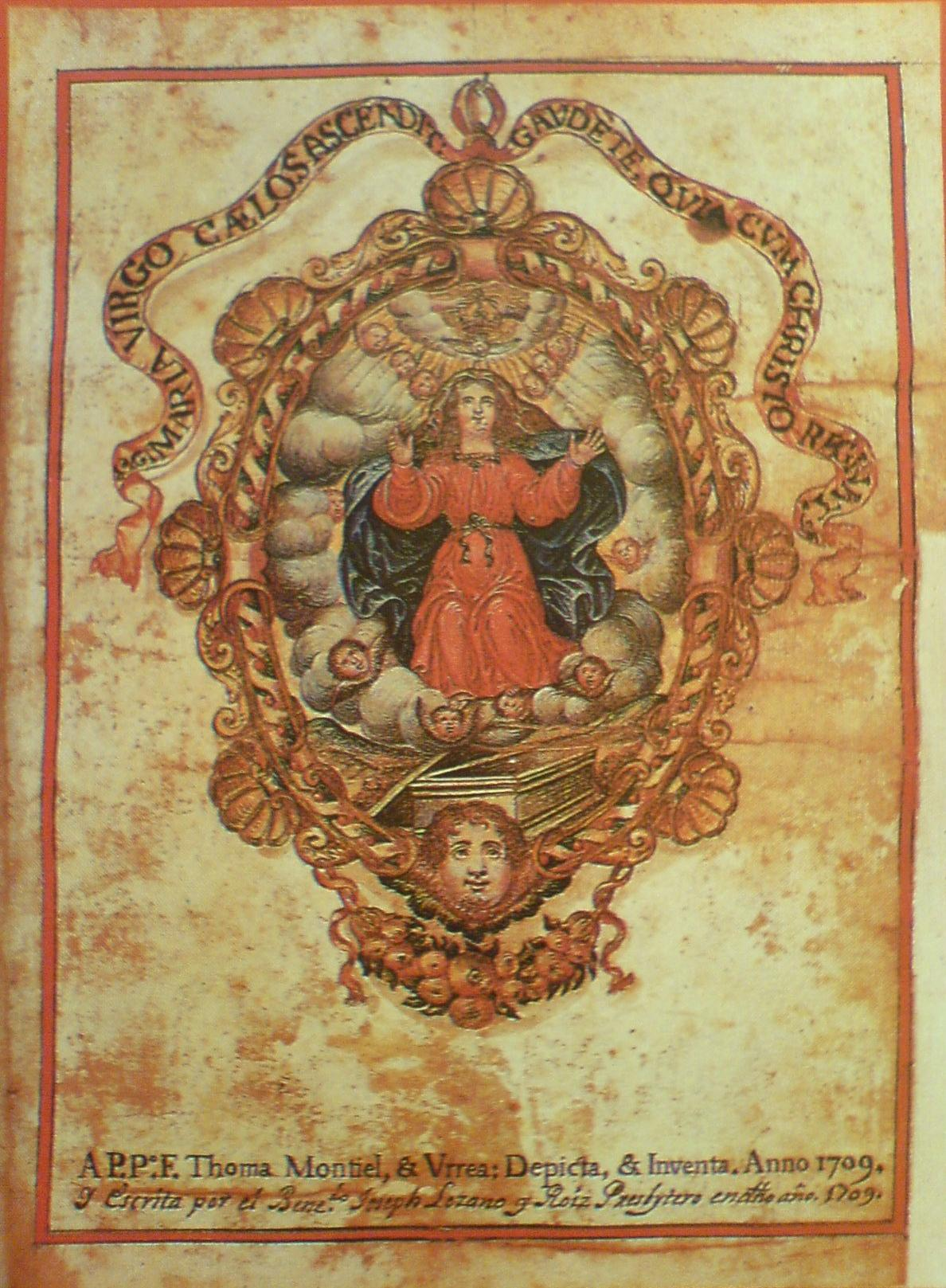
Manuskrypt o misterium w Elche, 1709

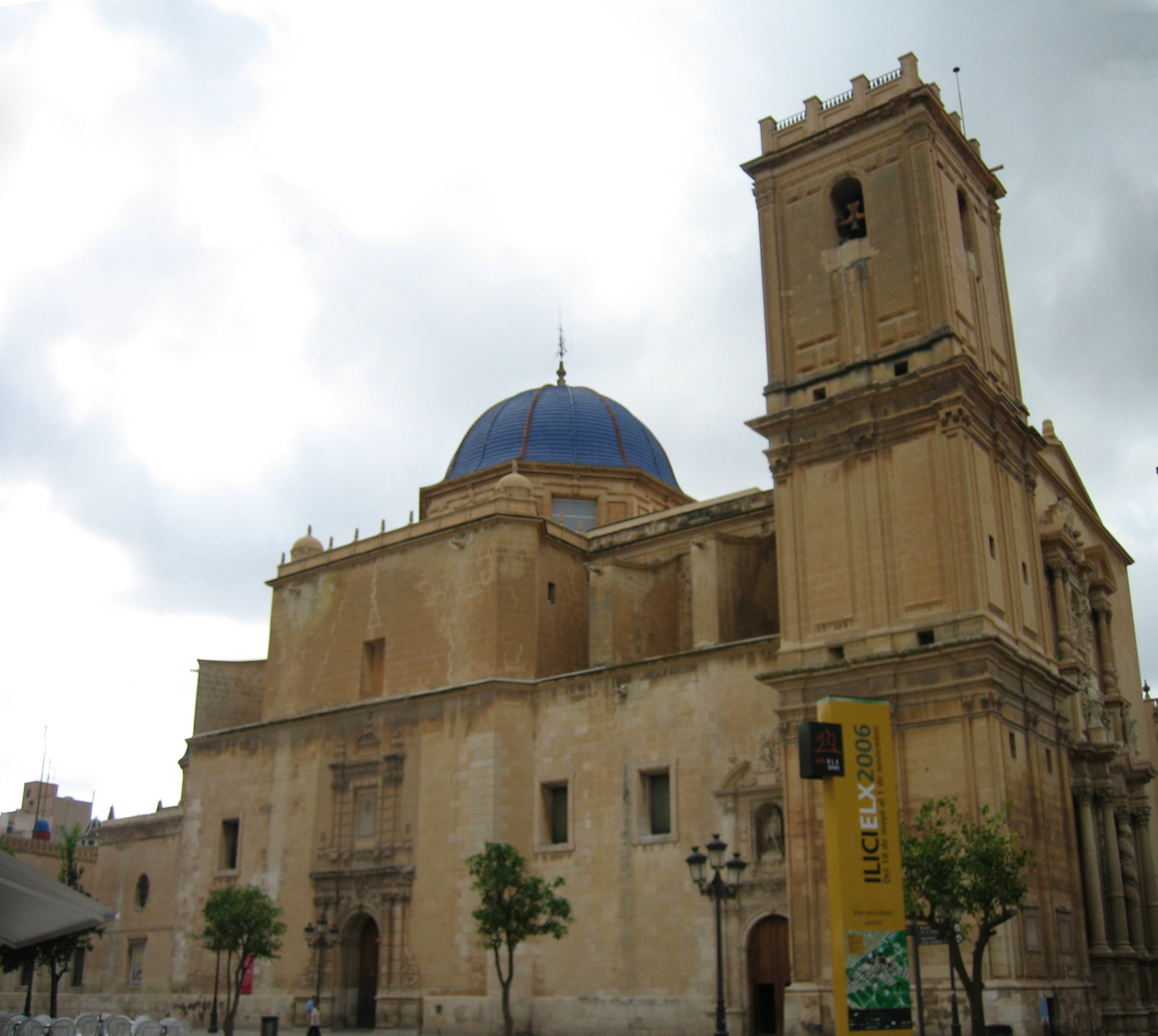
Bazylika św. Marii

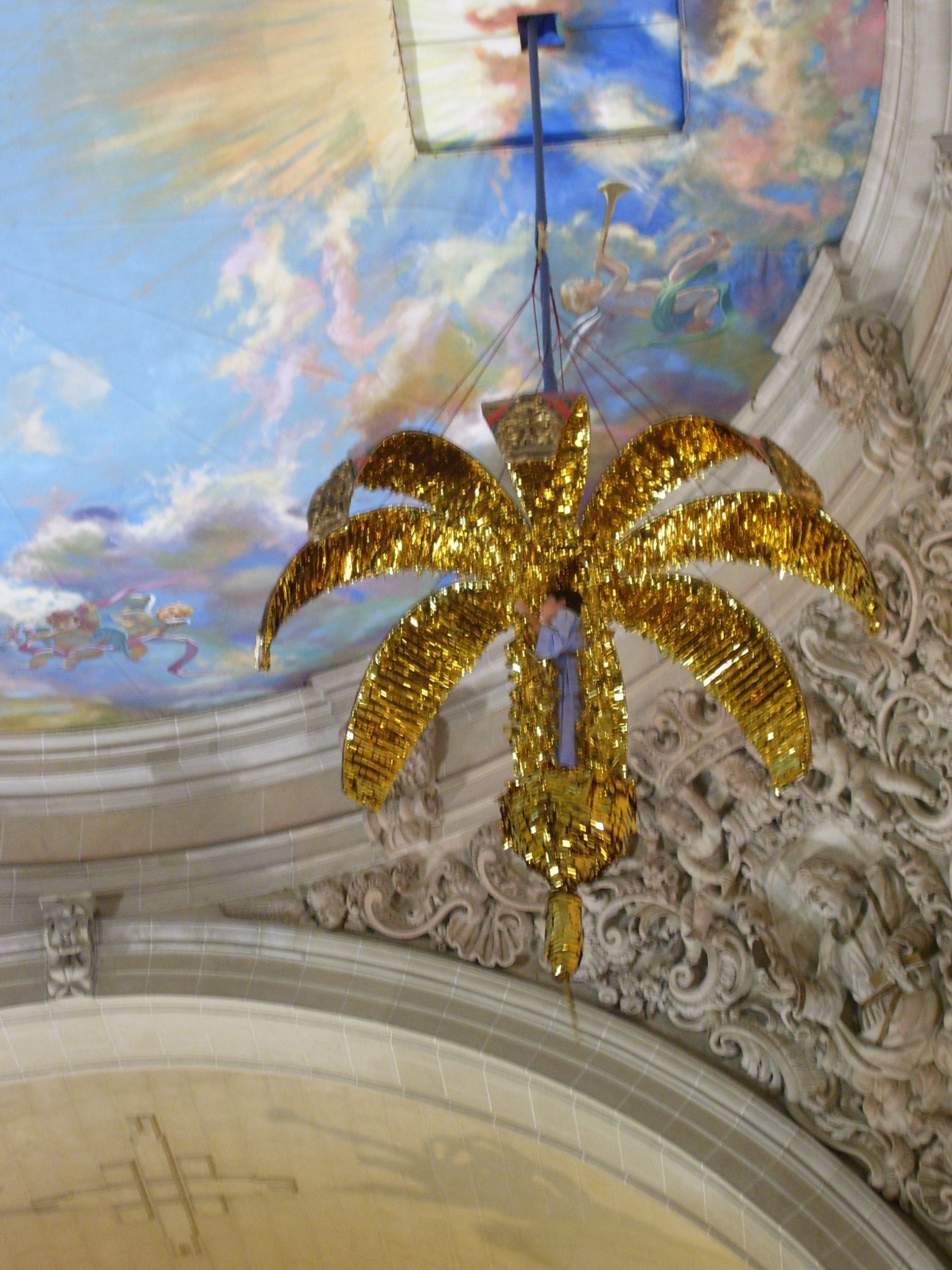
Anioł zstępujący z niebios w la magrana

Misterium w Elche (hiszp. Misterio de Elche, kat. Misteri d'Elx) – dwuaktowy sakralny dramat o śmierci, wniebowzięciu i ukoronowaniu Najświętszej Marii Panny w języku walenckim, odgrywany corocznie w dniach 14–15 sierpnia w bazylice św. Marii w Elche.
W 2001 misterium w Elche zostało proklamowane arcydziełem ustnego i niematerialnego dziedzictwa ludzkości a w 2008 roku wpisane na listę niematerialnego dziedzictwa UNESCO.

## Historia
Początku tradycji misterium nie udało się dokładnie ustalić – badania historyczne wskazują na drugą połowę XV wieku. Dwie lokalne legendy traktują o początkach tradycji. Według pierwszej, misterium ma upamiętniać odbicie Elche z rąk arabskich przez wojska aragońskie Jakuba I Zdobywcy w 1265 roku. Według drugiej, misterium miało cudowne początki – 29 grudnia 1370 roku na wodach Morza Śródziemnego miała pojawić się figura św. Marii w Elche a obok niej arka z tekstem misterium, które zostały wyrzucone na brzeg (Santa Pola) i zostały znalezione przez żołnierza Francesca Cantó.      

## Opis
Dwuaktowe misterium głównie w języku walenckim odgrywane jest regularnie od połowy XV wieku w dniach 14–15 sierpnia w bazylice św. Marii Elche. Wszystkie role, także kobiece, odgrywane są przez aktorów.  
14 sierpnia wystawiany jest pierwszy akt misterium tzw. Vespra. Dziewica Maria – odgrywana przez młodego chłopca w biało-niebieskich szatach i złotej aureoli na głowie – wkracza do bazyliki wraz z Salome i Maria Jakubowa oraz dwoma „aniołami poduszek” (niosącymi czerwone aksamitne poduszki) i czterema w płaszczach. Po wejściu Marii i jej orszaku do świątyni rozbrzmiewają organy. Grupa Marii zatrzymuje się przy przejściu (tzw. andador) prowadzącym przez kościół do sceny (tzw. cadafal) wzniesionej pomiędzy transeptami i sanktuarium, a następnie podąża ku scenie. Spod kopuły bazyliki udekorowanej płótnem z obrazem nieba opuszczany jest anioł w sferycznej konstrukcji nazywanej la magrana (pol. granat). Anioł zwiastuje Marii jej bliską śmierć i podaje w darze złotą palmę. Na życzenie Marii do świątyni wchodzą apostołowie (poza św. Tomaszem), by towarzyszyć jej w ostatnich chwilach. Po śmierci Marii, jej ciało uosabia obraz Marii – patronki Elche. Spod kopuły opuszczana jest kolejna konstrukcja, w której znajduje się troje dorosłych i dwoje dzieci grających anioły. Aniołowie zabierają duszę Marii – uosabianą przez mały obraz – do nieba. Scena ta kończy pierwszą część misterium. 
15 sierpnia – w dniu Wniebowzięcia Najświętszej Maryi Panny – odgrywana jest część druga, tzw. La Festa. Przygotowania do pogrzebu Marii przerywa grupa żydów, którzy nie chcą dopuścić do pogrzebu. Po krótkiej walce z apostołami, jeden z Żydów próbując dotknąć ciała Marii doświadcza paraliżu. Widząc to pozostali żydzi nawracają się i składają wyznanie wiary Marii. Św. Piotr chrzci żydów, dotykając ich złotą palmą – sparaliżowany zostaje cudownie uzdrowiony. Apostołowie i nowo-nawróceni zbierają się, by pochować Marię. Formuje się uroczysta procesja. Odbywa się symboliczny pogrzeb – obraz Marii zostaje złożony w środkowej części kościoła. W tym momencie ponownie przybywają aniołowie – opuszczani spod kopuły – by dokonać ponownego zjednoczenia duszy Marii z jej ciałem i zabrać ją do nieba. Wniebowstąpienie przerywa św. Tomasz, który spóźniony przybywa z Indii. Niebiosa się otwierają i przybywa Trójca Święta opuszczana w kolejnej konstrukcji. Ojciec niebieski koronuje Marię na królową wszelkiego stworzenia. Gloria Patri kończy misterium.